# Stylurus laurae
Stylurus laurae là loài chuồn chuồn trong họ Gomphidae. Loài này được Williamson mô tả khoa học đầu tiên năm 1932.